# يو إف سي على إي إس بي إن: فيرا ضد ساندهاغن
انقضاض (بالإنجليزية: UFC on ESPN: Vera vs. Sandhagen)‏ هو حدث لفنون القتال المختلطة نظمته يو إف سي، أُقيم في 25 مارس 2023، على أيه تي أند تي سنتر في سان أنطونيو، تكساس، الولايات المتحدة.